# Megalopsalis hoggi
Espèce
Synonymes
- Macropsalis hoggi Pocock, 1903

Megalopsalis hoggi est une espèce d'opilions eupnois de la famille des Neopilionidae.

## Distribution
Cette espèce est endémique d'Australie. Elle se rencontre au Victoria vers Macedon et en Nouvelle-Galles du Sud vers Coonabarabran.

## Description
Le mâle décrit par Taylor en 2011 mesure 3,92 mm.

## Systématique et taxinomie
Cette espèce a été décrite sous le protonyme Macropsalis hoggi par en Pocock, 1903. Le nom Macropsalis Sørensen, 1886 étant préoccupé par Macropsalis Sclater, 1866, il est remplacé par Megalopsalis par Roewer en 1923.

## Étymologie
Cette espèce est nommée en l'honneur d'Henry Roughton Hogg.

## Publication originale
- Pocock, 1903 : « On some new harvest-spiders of the order Opiliones from the southern continents. » Proceedings of the Zoological Society of London, vol. 1902, no 2, p. 392–413 (texte intégral).